# Gaea (cráter)
Gaea es un cráter de impacto en Amaltea, una luna de Júpiter. Tiene 75 km de ancho y al menos 10-20 km de profundidad. Sus coordenadas centrales son 80°S, 90°O. Es uno de los dos cráteres con nombre de Amaltea (el otro es Pan) y recibe su nombre de la diosa griega Gea.
Un tercio del interior de Gaea está cubierto por una mancha brillante, la más grande de Amaltea. Su brillo es al menos 2.3 veces mayor que el área exterior del cráter. Tiene unos 25 km de ancho y parece extenderse más allá del cráter.
Gaea se encuentra cerca del polo sur de Amaltea, muy al sur de las otras áreas brillantes de la luna, Lyctos Facula e Ida Facula, que se encuentran en las laderas de una prominente montaña que se extiende a lo largo del meridiano.